# Nagurus cristatus
Nagurus cristatus är en kräftdjursart som först beskrevs av Dollfus1889.  Nagurus cristatus ingår i släktet Nagurus och familjen Trachelipodidae. Inga underarter finns listade i Catalogue of Life.